# 鸠摩罗什舍利塔
34°00′55″N 108°44′22″E / 34.01528°N 108.73944°E
鸠摩罗什舍利塔位于中国陕西省西安市鄠邑区草堂镇东南部的草堂寺内，是后秦三藏法师鸠摩罗什的舍利塔。2001年被列为第五批全国重点文物保护单位。
鸠摩罗什于后秦弘始十五年（413年）圆寂，葬于草堂寺。舍利塔为唐代建筑，仿木结构石雕，八角亭阁式，以八色大理石和玉石拼成，俗称“八宝玉石塔”，高2.5米。